# Royal Racing Club Tournai
À ne pas confondre avec la RUS Tournai, porteur du matricule 26, club avec lequel il fusionne en 2002
Maillots
Dernière mise à jour : 25 mai 2011.
Le Royal Racing Club Tournaisien est un ancien club de football belge, localisé dans la ville de Tournai. Dès sa fondation en 1908, s'installe une rivalité avec l'autre club de la ville, l'US Tournai. Cette rivalité prend fin en 2002, lorsque les deux clubs fusionnent, pour former le RFC Tournai. Le plus haut fait d'armes du Racing Tournai est sa victoire en Coupe de Belgique 1956, alors que le club évolue en deuxième division. Il est toujours actuellement(avec Malines en 2019) le seul club d'une division inférieure à avoir remporté ce trophée.

## Histoire

### Fondation
Le Racing Club Tournaisien est fondé en 1908 par deux étudiants, Félix Delannay et Georges Syoen. Il existe déjà un club de football dans la ville, l'Union Sportive Tournaisienne, qui a une tendance plus libérale et anticléricale, alors que le Racing se déclare plutôt de tendance catholique. Le club choisit de jouer en rouge et blanc, et via Jean Dubus de Warnaffe, il obtient un terrain sur la Chaussée de Douai. Le 21 mai 1909, le club s'affilie à l'Union belge. Jusqu'en 1910, il ne prend part qu'à des matches amicaux contre d'autres équipes de la région.
En 1911, le Racing Tournai dispute sa première compétition officielle, en troisième division régionale du Hainaut, et pour l'occasion change ses couleurs en jaune et noir. Le club déménage également vers un nouveau terrain situé Rue de la Culture. En 1912, il remporte sa série, ce qui lui permet de monter en deuxième division régionale, et disputer le premier derby contre l'US Tournai l'année suivante. Pendant la Première Guerre mondiale, les infrastructures du club sont détruites, et il doit s'installer sur un nouveau terrain Rue des Sorbiers après le conflit. En 1921, une coopérative « Maison Des Sports » est fondée à Tournai. Cette société acquiert un immeuble dans la Rue Roc Saint-Nicaise en 1922, et un an plus tard un terrain Drève de Maire.

### Débuts en nationales
En 1926, le club rejoint pour la première fois les séries nationales, lors de la création du troisième niveau national, qu'il intègre donc. Il se retrouve dans la même série que l'US Tournai, et termine devant au classement final. En décembre 1926, le club reçoit le matricule 36. Le club évolue à ce niveau jusqu'en 1939, année où il remporte le titre dans sa série. Promu en Division 1 pour la saison suivante, le club doit néanmoins patienter avant d'effectuer ses débuts, le déclenchement de la Seconde Guerre mondiale provoquant un arrêt des compétitions sportives. Le club redescend au troisième échelon national en 1949, et un an plus tard, Louis Verstraete prend les rênes du club.

### Victoire en Coupe et accès à la première division
En 1952, le club remporte sa série de Promotion pour la deuxième fois mais n'est pas promu au niveau supérieur à cause de la grande réforme des séries nationales, menant à la création d'un quatrième niveau. Cette année-là, il remporte également le Trophée Breitling, attribué à l'équipe qui a la meilleure différence de buts dans les séries nationales, grâce à 81 buts inscrits pour seulement 25 encaissés. Il doit patienter encore jusqu'en 1955 et un nouveau titre de champion pour remonter en Division 2. La saison suivante, le club écrit ce qui est certainement la plus belle ligne de son Histoire en remportant la Coupe de Belgique 1956 le 10 juin 1956 face au CS Verviers. La même année, le club prend le statut d'ASBL, pour répondre aux obligations qu'entraîne la gestion d'un club de football. Pour les cinquante ans du club, il termine deuxième du championnat 1957-1958, derrière le Beringen FC, place synonyme de promotion parmi l'élite du football belge pour la saison suivante. Il remporte également le Trophée Jules Pappaert, décerné à l'équipe qui a réussi la plus longue série de matches sans défaites dans toutes les divisions nationales.

### Chute du club et disparition
Le passage du club en première division ne dure qu'un an. Il termine avant-dernier et est relégué en deuxième division. Deux ans plus tard, il termine dernier, et retourne en Division 3. Il y reste jusqu'en 1967, quand un nouveau titre de champion lui permet de revenir en Division 2. Il remporte à cette occasion le Trophée Jules Pappaert pour la seconde fois. Mais trois ans plus tard, le club termine à nouveau dernier et est renvoyé en troisième division. En 1976, il est même relégué pour la première fois en Promotion. Il faut trois ans au club pour remonter en D3, via un titre remporté grâce à une victoire 1-2 lors de l'avant-dernière journée face au rival de l'US Tournai. Après sept saisons pasées en troisième division, le club est à nouveau relégué en Promotion en 1986. Le club doit cette fois attendre dix pour revenir en Division 3, quand il remporte le titre dans sa série en 1996. En 2001, le club termine cinquième dans sa série mais est relégué administrativement en Promotion pour cause de faillite. À la fin de la saison suivante, le club fusionne avec son éternal rival de l'US Tournai, pour former le Royal Football Club Tournai. Le nouveau club conserve le matricule 26 de l'Union, promu en Division 3.

## Résultats dans les divisions nationales
Statistiques clôturées, club disparu

### Palmarès
- Vainqueur de la Coupe de Belgique en 1956
- 4 fois champion de Belgique de D3 en 1939, 1952, 1955 et 1967
- 2 fois champion de Belgique de Promotion en 1979 et 1996
- 2 fois vainqueur du Trophée Jules Pappaert en 1958 et 1967
- Vainqueur du Trophée Breitling en 1952

### Bilan
| Niv | Divisions     | Jouées | Titres | TM Up | TM Down |
| --- | ------------- | ------ | ------ | ----- | ------- |
| I   | 1re nationale | 1      | 0      |       |         |
| II  | 2e nationale  | 16     | 0      |       |         |
| III | 3e nationale  | 42     | 4      |       |         |
| IV  | 4e nationale  | 14     | 2      |       |         |
| V   | 5e nationale  | 0      | 0      |       |         |
|     |               |        |        |       |         |
|     | TOTAUX        | 73     | 6      | 0     | 0       |

- TM Up : test-match pour départager des égalités, ou toutes formes de Barrages ou de Tour final pour une montée éventuelle.
- TM Down : test-match pour départager des égalités, ou toutes formes de Barrages ou de Tour final pour le maintien.

### Classements saison par saison
| Ordre                     | Saison  | Nom du club                                                                     | Niveau                                                                          | Classement final                                                                | Remarques                                                                       |
| ------------------------- | ------- | ------------------------------------------------------------------------------- | ------------------------------------------------------------------------------- | ------------------------------------------------------------------------------- | ------------------------------------------------------------------------------- |
| 1                         | 1926-27 | RC Tournaisien                                                                  | Promotion (D3) série A                                                          | 8e/14                                                                           |                                                                                 |
| 2                         | 1927-28 | RC Tournaisien                                                                  | Promotion (D3) série A                                                          | 10e/14                                                                          |                                                                                 |
| 3                         | 1928-29 | RC Tournaisien                                                                  | Promotion (D3) série A                                                          | 6e/14                                                                           |                                                                                 |
| 4                         | 1929-30 | RC Tournaisien                                                                  | Promotion (D3) série A                                                          | 9e/14                                                                           |                                                                                 |
| 5                         | 1930-31 | RC Tournaisien                                                                  | Promotion (D3) série A                                                          | 9e/14                                                                           |                                                                                 |
| 6                         | 1931-32 | RC Tournaisien                                                                  | Promotion (D3) série A                                                          | 4e/14                                                                           |                                                                                 |
| 7                         | 1932-33 | RC Tournaisien                                                                  | Promotion (D3) série A                                                          | 4e/14                                                                           |                                                                                 |
| 8                         | 1933-34 | R. RC Tournaisien                                                               | Promotion (D3) série A                                                          | 7e/14                                                                           |                                                                                 |
| 9                         | 1934-35 | R. RC Tournaisien                                                               | Promotion (D3) série A                                                          | 9e/14                                                                           |                                                                                 |
| 10                        | 1935-36 | R. RC Tournaisien                                                               | Promotion (D3) série D                                                          | 7e/14                                                                           |                                                                                 |
| 11                        | 1936-37 | R. RC Tournaisien                                                               | Promotion (D3) série D                                                          | 4e/14                                                                           |                                                                                 |
| 12                        | 1937-38 | R. RC Tournaisien                                                               | Promotion (D3) série D                                                          | 7e/14                                                                           |                                                                                 |
| 13                        | 1938-39 | R. RC Tournaisien                                                               | Promotion (D3) série C                                                          | 1er/14                                                                          | Champion et promu                                                               |
| Compétitions interrompues |         |                                                                                 |                                                                                 |                                                                                 |                                                                                 |
| 14                        | 1941-42 | R. RC Tournaisien                                                               | Division 1 (D2) série B                                                         | 11e/14                                                                          |                                                                                 |
| 15                        | 1942-43 | R. RC Tournaisien                                                               | Division 1 (D2) série B                                                         | 11e/15                                                                          |                                                                                 |
| 16                        | 1943-44 | R. RC Tournaisien                                                               | Division 1 (D2) série A                                                         | 7e/16                                                                           |                                                                                 |
| Compétitions interrompues |         |                                                                                 |                                                                                 |                                                                                 |                                                                                 |
| 17                        | 1945-46 | R. RC Tournaisien                                                               | Division 1 (D2) série A                                                         | 12e/17                                                                          |                                                                                 |
| 18                        | 1946-47 | R. RC Tournaisien                                                               | Division 1 (D2) série B                                                         | 9e/17                                                                           |                                                                                 |
| 19                        | 1947-48 | R. RC Tournaisien                                                               | Division 1 (D2) série A                                                         | 13e/16                                                                          |                                                                                 |
| 20                        | 1948-49 | R. RC Tournaisien                                                               | Division 1 (D2) série B                                                         | 16e/16                                                                          | Relégué                                                                         |
| 21                        | 1949-50 | R. RC Tournaisien                                                               | Promotion (D3) série A                                                          | 11e/16                                                                          |                                                                                 |
| 22                        | 1950-51 | R. RC Tournaisien                                                               | Promotion (D3) série B                                                          | 2e/16                                                                           |                                                                                 |
| 23                        | 1951-52 | R. RC Tournaisien                                                               | Promotion (D3) série B                                                          | 1er/16                                                                          | Champion                                                                        |
| 24                        | 1952-53 | R. RC Tournaisien                                                               | Division 3 série B                                                              | 5e/16                                                                           |                                                                                 |
| 25                        | 1953-54 | R. RC Tournaisien                                                               | Division 3 série A                                                              | 3e/16                                                                           |                                                                                 |
| 26                        | 1954-55 | R. RC Tournaisien                                                               | Division 3 série B                                                              | 1er/16                                                                          | Champion et promu                                                               |
| 27                        | 1955-56 | R. RC Tournaisien                                                               | Division 2                                                                      | 9e/16                                                                           |                                                                                 |
| 28                        | 1956-57 | R. RC Tournaisien                                                               | Division 2                                                                      | 4e/16                                                                           |                                                                                 |
| 29                        | 1957-58 | R. RC Tournaisien                                                               | Division 2                                                                      | 2e/16                                                                           | Promu                                                                           |
| 30                        | 1958-59 | R. RC Tournaisien                                                               | Division 1                                                                      | 15e/16                                                                          | Relégué                                                                         |
| 31                        | 1959-60 | R. RC Tournaisien                                                               | Division 2                                                                      | 14e/16                                                                          |                                                                                 |
| 32                        | 1960-61 | R. RC Tournaisien                                                               | Division 2                                                                      | 12e/16                                                                          |                                                                                 |
| 33                        | 1961-62 | R. RC Tournaisien                                                               | Division 2                                                                      | 16e/16                                                                          | Relégué                                                                         |
| 34                        | 1962-63 | R. RC Tournaisien                                                               | Division 3 série A                                                              | 9e/16                                                                           |                                                                                 |
| 35                        | 1963-64 | R. RC Tournaisien                                                               | Division 3 série B                                                              | 10e/16                                                                          |                                                                                 |
| 36                        | 1964-65 | R. RC Tournaisien                                                               | Division 3 série A                                                              | 7e/16                                                                           |                                                                                 |
| 37                        | 1965-66 | R. RC Tournaisien                                                               | Division 3 série B                                                              | 3e/16                                                                           |                                                                                 |
| 38                        | 1966-67 | R. RC Tournaisien                                                               | Division 3 série A                                                              | 1er/16                                                                          | Champion et promu                                                               |
| 39                        | 1967-68 | R. RC Tournaisien                                                               | Division 2                                                                      | 14e/16                                                                          |                                                                                 |
| 40                        | 1968-69 | R. RC Tournaisien                                                               | Division 2                                                                      | 11e/16                                                                          |                                                                                 |
| 41                        | 1969-70 | R. RC Tournaisien                                                               | Division 2                                                                      | 16e/16                                                                          | Relégué                                                                         |
| 42                        | 1970-71 | R. RC Tournaisien                                                               | Division 3 série B                                                              | 5e/16                                                                           |                                                                                 |
| 43                        | 1971-72 | R. RC Tournaisien                                                               | Division 3 série A                                                              | 8e/16                                                                           |                                                                                 |
| 44                        | 1972-73 | R. RC Tournaisien                                                               | Division 3 série B                                                              | 9e/16                                                                           |                                                                                 |
| 45                        | 1973-74 | R. RC Tournaisien                                                               | Division 3 série B                                                              | 14e/16                                                                          |                                                                                 |
| 46                        | 1974-75 | R. RC Tournaisien                                                               | Division 3 série A                                                              | 10e/16                                                                          |                                                                                 |
| 47                        | 1975-76 | R. RC Tournaisien                                                               | Division 3 série A                                                              | 16e/16                                                                          | Relégué                                                                         |
| 48                        | 1976-77 | R. RC Tournaisien                                                               | Promotion série A                                                               | 4e/16                                                                           |                                                                                 |
| 49                        | 1977-78 | R. RC Tournaisien                                                               | Promotion série C                                                               | 3e/16                                                                           |                                                                                 |
| 50                        | 1978-79 | R. RC Tournaisien                                                               | Promotion série B                                                               | 1er/16                                                                          | Champion et promu                                                               |
| 51                        | 1979-80 | R. RC Tournaisien                                                               | Division 3 série A                                                              | 11e/16                                                                          |                                                                                 |
| 52                        | 1980-81 | R. RC Tournaisien                                                               | Division 3 série A                                                              | 4e/16                                                                           |                                                                                 |
| 53                        | 1981-82 | R. RC Tournaisien                                                               | Division 3 série A                                                              | 5e/16                                                                           |                                                                                 |
| 54                        | 1982-83 | R. RC Tournaisien                                                               | Division 3 série A                                                              | 4e/16                                                                           |                                                                                 |
| 55                        | 1983-84 | R. RC Tournaisien                                                               | Division 3 série A                                                              | 5e/16                                                                           |                                                                                 |
| 56                        | 1984-85 | R. RC Tournaisien                                                               | Division 3 série A                                                              | 11e/16                                                                          |                                                                                 |
| 57                        | 1985-86 | R. RC Tournaisien                                                               | Division 3 série A                                                              | 15e/16                                                                          | Relégué                                                                         |
| 58                        | 1986-87 | R. RC Tournaisien                                                               | Promotion série A                                                               | 11e/16                                                                          |                                                                                 |
| 59                        | 1987-88 | R. RC Tournaisien                                                               | Promotion série A                                                               | 5e/16                                                                           |                                                                                 |
| 60                        | 1988-89 | R. RC Tournaisien                                                               | Promotion série A                                                               | 5e/16                                                                           |                                                                                 |
| 61                        | 1989-90 | R. RC Tournaisien                                                               | Promotion série A                                                               | 12e/16                                                                          |                                                                                 |
| 62                        | 1990-91 | R. RC Tournaisien                                                               | Promotion série C                                                               | 6e/16                                                                           |                                                                                 |
| 63                        | 1991-92 | R. RC Tournaisien                                                               | Promotion série A                                                               | 13e/16                                                                          |                                                                                 |
| 64                        | 1992-93 | R. RC Tournaisien                                                               | Promotion série A                                                               | 2e/16                                                                           |                                                                                 |
| 65                        | 1993-94 | R. RC Tournaisien                                                               | Promotion série A                                                               | 5e/16                                                                           |                                                                                 |
| 66                        | 1994-95 | R. RC Tournaisien                                                               | Promotion série A                                                               | 2e/16                                                                           |                                                                                 |
| 67                        | 1995-96 | R. RC Tournaisien                                                               | Promotion série A                                                               | 1er/16                                                                          | Champion et promu                                                               |
| 68                        | 1996-97 | R. RC Tournaisien                                                               | Division 3 série A                                                              | 10e/16                                                                          |                                                                                 |
| 69                        | 1997-98 | R. RC Tournaisien                                                               | Division 3 série A                                                              | 9e/16                                                                           |                                                                                 |
| 70                        | 1998-99 | R. RC Tournaisien                                                               | Division 3 série A                                                              | 14e/16                                                                          | Barrages                                                                        |
| 71                        | 1999-00 | R. RC Tournaisien                                                               | Division 3 série A                                                              | 13e/16                                                                          |                                                                                 |
| 72                        | 2000-01 | R. RC Tournaisien                                                               | Division 3 série A                                                              | 5e/16                                                                           | Relégué                                                                         |
| 73                        | 2001-02 | R. RC Tournaisien                                                               | Promotion série A                                                               | 8e/16                                                                           |                                                                                 |
| X                         | 2002    | Fusion avec l'US Tournai pour former le RFC Tournai, le matricule 36 disparaît. | Fusion avec l'US Tournai pour former le RFC Tournai, le matricule 36 disparaît. | Fusion avec l'US Tournai pour former le RFC Tournai, le matricule 36 disparaît. | Fusion avec l'US Tournai pour former le RFC Tournai, le matricule 36 disparaît. |